# Bernard Ogilvie Dodge
Bernard Ogilvie Dodge (Mauston, 18 aprile 1872 – New York, 9 agosto 1960) è stato un botanico statunitense.
È stato un pioniere nella ricerca dell'ereditarietà nei funghi.

## Biografia
Bernard Ogilvie Dodge era un discendente di ottava generazione di Rebecca Nurse. Era il terzo di sette fratelli nati da Mary Ann e Elbridge Gerry Dodge. Sebbene i suoi genitori non avessero ricevuto un'istruzione superiore, entrambi erano appassionati di letteratura, di musica e con una mentalità aperta all'apprendimento.
Bernard Dodge trascorse i primi 20 anni della sua vita lavorando nella fattoria di famiglia; lavorò anche nella locale scuola come addetto alle pulizie e per accendere le stufe con un compenso giornaliero di cinque centesimi. Dopo aver completato gli studi superiori, insegnò nella scuola della sua città e nel 1896 fu ammesso all'Università del Wisconsin come studente speciale ma l'anno successivo lasciò il college per esaurimento di fondi. Ritornò ad insegnare fino a quando, a ventotto anni, non ebbe il denaro sufficiente per riprendere gli studi regolari e divenne dirigente di scuola superiore a Algoma, Wisconsin, dove insegnò anche botanica, fisica e geometria. Dodge tornò all'Università del Wisconsin nel 1908, all'età di 36 anni, nel 1909 ottenne  il baccalaureato e nel 1912 conseguì il dottorato in botanica alla Columbus University; in questa università divenne docente di Botanica e i suoi corsi furono seguiti anche dalla botanica rumena Alice Săvulescu.
Nel 1920 Bernard Dodge accettò la nomina a patologo botanico nel Bureau of Plant Industry al Department of Agriculture dove iniziò la ricerca sulla Neurospora che è un genere di fungi Ascomycota. Il nome del genere, Neurospora, significa "spore del nervo" e si riferisce alle striature caratteristiche delle spore che assomigliano agli assoni . Dodge ne identificò tre specie: Neurospora crassa, Neurospora sitophila, e la Neurospora tetrasperma. I suoi studi diedero il primo impulso ai successivi studi di George Beadle ed Edward Tatum che vinsero il premio Nobel nel 1958